# Neolophonotus aureolocus
Neolophonotus aureolocus är en tvåvingeart som beskrevs av Jason Gilbert Hayden Londt 1988. Neolophonotus aureolocus ingår i släktet Neolophonotus och familjen rovflugor. Inga underarter finns listade i Catalogue of Life.